# Drimmelen
Drimmelen ( udtale ?) er en kommune og en by i den sydlige provins Noord-Brabant i Nederlandene.

## Kernerne
Bortset fra landsbyen Drimmelen har kommunen også følgende landsbyer:
- Blauwe Sluis
- Helkant
- Hooge Zwaluwe
- Lage Zwaluwe
- Made
- Oud-Drimmelen
- Terheijden
- Wagenberg

Buurtschappen:
- Binnen Moerdijk
- Gaete
- Steelhoven
- Plukmade
- Stuivezand